# Dipoena austera
Dipoena austera là một loài nhện trong họ Theridiidae.
Loài này thuộc chi Dipoena. Dipoena austera được Eugène Simon miêu tả năm 1908.